# 健康空气行动
健康空气行动（Clean Air Network, CAN）是一家专门聚焦香港空气污染问题的独立非政府组织。CAN旨在教育公众空气污染造成的健康影响，唤起公众对香港空气净化的支持。

## 历史
CAN在思汇政策研究所2009年1月一场聚焦香港空气污染情况的会议后于同年7月建立。这场以“我们呼吸的空气——一场公众健康对话”为题的会议期间触发了关于一家专门聚焦空气污染，旨在制造政府最高层的改变的组织的主意。
2017年，CAN主要关注解决当地路边空气污染，以及船舶、发电厂和区域源的排放。近年来，CAN专注于成为顶级环境教育合作伙伴，并敦促香港加快从特许经营公交车、公共轻型公交车和重型货车向零排放模式的过渡。

## 目標
經織透過倡議、充權、知識三大範疇，改善香港的空氣質素，以保障公眾健康及緩解氣候危機。其首要關注是路邊空氣污染及室內空氣質素的影響，亦會監察周邊地區的空氣污染源頭，還有船舶污染與發電廠排放。近年多從事教育項目，並希望加快專營巴士、公共小巴、重型貨車轉用零排放車輛。

## 途徑
CAN將自己描述為「網絡」，意指力求聚集和放大個人、團體和組織的聲音，促使政府立即採取行動清潔香港的空氣。該組織認為自己支持政府以非對抗方法努力淨化香港空氣，扮演一個「誠實的鏡子」的角色。CAN希望與立法會的議員、官方以至私營企業合作，並維持和環境保護署聯繫，透過提供研究報告、說明書和其他關於幫助提升意識和為決策人提供信息的議題的文檔的方法，以改善香港空氣質素。
該組織與教育界保持對話，包括本地和國際的學校發言及與香港多間大學的學生團體對話。
該組織也提出一個學生空氣監測活動，讓學生得以第一手切身監測自己學校和家庭環境下的空氣污染物。在2011-2012學年內，共計11所學校參與活動。該組織相信，青年的參與在奠定創立一個具有環境意識的社會的基礎上是必須的。
CAN經常使用包括YouTube、Twitter、Instagram等社交媒體以傳播信息和提供與空氣污染相關議題的修正。該組織提供實時電子郵件警報，指出空氣污染水平達到危險水平（API超過100）。
CAN也提供一份電子通訊，概括新聞頭條、事件和與空氣污染及操作相關的其他信息。此外，他們還舉辦以公眾為目標的教育活動，從尋寶活動到電影節。例如，CAN在深水埗地區舉辦了一個面具設計比賽「罩量─深水埗口罩設計較量」，吸引了當地藝術家參與，以強調香港空氣污染的嚴重性。
CAN亦通過研究及收集業界數據等組成資料庫，以收集公眾意見。例如，該組織曾從10個兒科醫生的診所聯絡求診兒童的家長，以分析家長就空氣質素對孩童呼吸道健康的知識和態度。

## 工作

### 《汽車引擎空轉(定額罰款)條例》
《汽車引擎空轉(定額罰款)條例》（即公眾簡稱為「停車熄匙」的規定）旨在防止汽車駕駛員在汽車沒有運轉時繼續開動發動機。新例提供了一個運行或各種免檢下的車輛每小時3分鐘的寬限期。
2010年6月，立法會聆聽公眾對《汽車引擎空轉(定額罰款)條例》的支持和反對聲期間，支持法倒的CAN聯絡香港醫療組織香港兒科學會和香港哮喘學會代表出席，回答反對條例人士的意見。CAN亦助漢基國際學校學生到場，懇求立法會議員以行動保護他們的健康 。

### 環境影響評估
CAN致力於鼓勵立法會環境事務委員會檢視環境影響評估條例的情况，以便作出修訂，使公眾健康能在基建工程的評估中得到適當考慮。該公司曾向立法委員會發信，概括了技術備忘錄可能的修訂案，相關建議提及環境影響評估對環境和社區可能造成的改變及影響，而認為政黨應該提出的可能緩解措施。
就香港機場管理局建造第三條跑道的方案時，CAN提倡香港機場管理局在進行工程前，應實施一套完全綜合的環境影響評估。該組織曾發信敦促環保署，從香港機場管理局方面尋找進一步信息，以確保符合環境影響評估的要求。在公眾諮詢期，CAN出席與11家其他環保團體以表達關注。《南華早報》指，該公眾諮詢是「環境影響評估史上，引發環保團體最高度的關注項目」。

### 2012年香港行政長官候選人
CAN曾將空氣污染問題置於2012年間香港行政長官選舉候選人的關注議題上。2011年12月，CAN給三位香港行政長官候選人唐英年、梁振英、何俊仁一份《健康空氣投票》和一對象徵性的黑肺。三位候選人承諾會改善空氣品質。
2012年3月3日，CAN和世界自然基金會香港分會、綠色和平、地球之友舉辦了一起環保政策論壇。本次论坛启动了关于环境问题的对话，三名特首候選人在其公眾對話環節，與大眾表達他們的擔憂。

### PM2.5
CAN在政府釋放空氣品質數據之前，從周一到周五每天兩次提供自我監測空氣品質報告。他們的數據基於上環辦公室的空氣品質每小時平均值。當API水平達到危險水平（API超過100）時，CAN會發出警報，並在網站及各種社交媒體如Facebook和Twitter等發佈。CAN亦設出租PM2.5監測機器SIDEPAK AM510s服務，以便各界人士可以監測自家和鄰里的空氣質素。他們最初的空氣品質監測顯示PM2.5水平超過了WHO的推薦指標。
組織遊說政府實時發布全城PM2.5水，使環保署每小時監測PM2.5水平，並將信息透露給公眾。如今數據從14個不同的監測站收集，儘管該組織仍然發現政府的行動並不充分，因為大部分監測器被放在地面上，不能精確測量個人平均被暴露在多少污染物之下。

### 社交媒体和技术
除了使用社交媒體平台外，CAN還用其他技術方法與公眾聯絡。2009年9月，CAN與青年電影製片非政府組織Focus on Film合作提高公眾對香港空氣品質問題的警覺。《空氣清潔1-2走》（英：Clean Air 1-2 Go）包含200名學生製作關於香港空氣污染、最終得以在香港的主要購物中心的屏幕上映的短電影。
2010年夏，CAN引入一系列創新的環境信息工具，由一款紀錄空氣污染實時Facebook的小程式、空氣污染實時電子郵件警報（Beta）、一個iPhone應用程式和每日午飯時間路邊污染的警報所組合而成。這些工具給公眾即時的升級的關於空氣污染的說明，在一些情況下以方便可理解的方式發布警報，使得他們可以實時掌握空氣污染狀況。
此外，CAN請來電視界明星名人吴彦祖、Ana R.、Simon Yin和Cara G拍攝公益廣告。廣告以一則關於罐裝氧氣品牌的假廣告，引起觀者想像空氣污染惡劣至人類需要購買健康空氣生存。該電視廣告被稱為香港非政府組織史上最成功的廣告，其廣東話版累計逾21萬人次觀看。

### 空氣質素指標
2009年前，香港的空氣質素指標已有20多年沒有修訂。CAN認為設空氣質素指標對指動良好的空氣質素是必需的，政府才可以按此保護公眾的健康。2011年1月，CAN、地球之友和其他綠色團體向申訴專員公署作出投訴，指政府未能兌現空氣質素方面的承諾。這些組織要求政府定下時間表，以兌現目標，並對公眾解釋是否取得了進展。儘管這次投訴結果是政府不涉行政失當，但引起公眾的關注。
CAN曾於2011年6月組織了香港首次關於空氣污染的快閃行動。約80名志願者穿上防毒面具和寫有健康訊息的T恤，伸開四肢躺在香港崇光百货外的人行道邊，裝作死於空氣污染。同年11月，CAN舉辦了一場黑暗聖誕嘉年華以抗議當時行政長官曾蔭權逐步放寬對健康空氣的取態。大約50名打扮成穿黑衣服和禮服的參與者聚在銅鑼灣，在那裡用污染的黑色空氣去為氣球充氣。示威人群隨即持黑色氣球走到政府總部，並在此放走氣球，以示被污染的路邊空氣作為禮物，送給曾蔭權。
鑑於曾蔭權未能守約在2011年內宣布新的空氣質素指標和打繫空氣污染以保護公眾健康的承諾，CAN與地球之友合作舉行聯署，期間共徵集到10,000個簽名。該組織圍繞已發布的新空氣品質目標的問題進行了獨立調查，包括一份概括了政府對清潔香港空氣的經濟投資的預算研究。

### 社群延伸
CAN很大程度上聚焦於通過各方面散播空氣污染信息以達成大範圍人口統計。2011年春，CAN和蘇富比一起和40名國際藝術家舉辦了健康空氣拍賣會， 這是亞洲首次有此種類及規模的活動。3月，以環境為主題的藝術品被展示在國際金融中心的橢圓形中庭，4月在香港會展中心蘇富比香港當代亞洲藝術春季拍賣會上拍賣。拍賣會最終賣出42份，籌集到資金共計$2,200,000.
此外，CAN每年均會空氣迷宮比賽，以引起公眾對空氣污染警覺。2011年6月25日，CAN舉辦了第一季的空氣迷宮比賽，近300名學生代表75所學校參與競賽。竪年參與人數增至800名學生。

### 教育
2011年上半年，CAN為中學師生寫了六個關於空氣污染的雙語教育模組，以助香港中學的通識教育科目要求。教材透過《明報》通識教育平台為公眾取用。該機構亦曾與20所香港地區學校舉辦學生空氣品質監測項目。
2024年2月3日，CAN舉辦「室內空氣質素論壇」，吸引近100名來自政府、社福、教育、醫醫和建築界代表，探討香港室內環境的前景和面臨的挑戰。該機構席間展示與科技大學環境研究所合作展開的「校園新氣象」計劃成果，即參與學校收集到空氣質素數據，並計劃將室內空氣和綠色建築的意識擴展至社區。
此外，該機構於2022年1月至2024年3月間,與香港科技大學（IENV HKUST）环境部合作進行“香港清洁空气学校”（CASHK）項目，為人口稠密的深水埗和屯門區的八所參與小學提供個人化行動計劃，以建立第一個基於學校的空氣監測網絡。

### 活動
2019年3月25日，聯同「空氣質素關注組」其他環保團體及多個立法會議員朱凱廸、郭榮鏗、譚文豪、梁繼昌、郭家麒、陳淑莊、許智峯等於立法會大樓內進行記者會，抗議政府建議放寬微細懸浮粒子的可容許超標次數，由9次大幅放寛至35次，罔顧公眾健康，團體要求政府立即撤回有關建議。
2019年8月1日，CAN聯同「空氣品質關注組」其他環保團體，委託香港民意研究所進行「香港空氣品質指標檢討意見調查」並舉行新聞發佈會，批評環保署修訂空氣品質指標不符民意。出席組織及人士包括「香港地球之友」、「綠色和平」、時任立法會議員郭家麒及關注本港環境議題人士詹姆斯·爱德华·奧根登。
2019年8月2日，與大嶼山愛護水牛協會、生態巴士、生態教育及資源中心、守護大嶼聯盟、自然脈絡、長春社、食德好、香港自然生態論壇、香港海豚保育學會、創建香港、綠色力量、綠領行動、龍尾環境教育中心、環保觸角、土地正義聯盟及香港自然探索學會響應「8月5日全港大罷工」。
2019年8月13日，因應警方於2019年8月11日在葵芳港鐵站使用催淚彈，《明報》委託「健康空氣行動」於翌日在站內量度微量懸浮粒子濃度，期間CAN時任行動高級社區關係經理龍子維表示，雖然未能證明粒子濃度高與催淚彈有關，但反映了車站通風有欠理想，他指車站屬半密閉空間，催淚彈煙霧難以吹散，冷卻後會變回粉末散落地上，他質疑港鐵重開車站的決定倉卒。
2019年8月22日，發佈「催淚彈對香港市民健康的影響」意見調查，了解其對社區環境的影響。
2019年11月11日，於社交平台上載攝於香港理工大學附近量度微量懸浮粒子濃度的相片，表示校園充斥催淚彈氣味及濃度超標。
2019年11月18日，成員龍子維於《信報》撰寫題為〈催淚彈會影響空氣質素嗎?〉文章，認為特區政府低估催淚彈對空氣及人體的影響，並譴責警察在大學校園大肆發射催淚彈的行動。
2020年1月，CAN公布2019年的空氣質素回顧，發現臭氧廿年新高，政府束手無策。據《明報》的報導，健康空氣行動分析環保署2019年的空氣質素監測站數據，發現路邊微細懸浮粒子（PM2.5）及二氧化氮（NO2）水平有輕微改善，惟影響能見度的臭氧（O3）按年大幅上升12.7%，是自1998年以來新高，情況嚴峻。CAN留意到O3水平呈上升趨勢，政府必須加強研究O3在香港及鄰近區域大幅增加的原因，盡快制定NO2及VOC的減排措施。」

2020年7月30日，《明周文化》發佈文章〈實地研究：到底一條街可以同時承受幾多粒催淚彈〉文章，當中「健康空氣行動」成員龍子維認為討論重點不在於爭論何謂空曠，重點是有沒有對民居構成重大影響。他指出「在空曠地方使用的目的，就是要減低對附近民居、路人、食肆造成的影響。在大廈或人口高密度的地方使用催淚彈，明顯不合理。」
2021年4月，CAN聯同社區人士制訂《民間清新空氣藍圖》，檢討政府舊有的《香港清新空氣藍圖》（2013）及香港空氣污染的發展趨勢，並提出一系列新建議，期望進一步提升本港的空氣質素。藍圖主要分為「檢討」及「建言」兩大部分，並獲多個團體支持，包括香港醫學會、香港胸肺學會、香港胸肺基金會、美國胸肺學院（港澳分會）、香港兒童呼吸及過敏學會，與健康空氣香港青年議會。當年有8個區議會（東區、中西區、灣仔區、觀塘區、黃大仙區、深水埗區、油尖旺區、屯門區）通過要求「清新空氣藍圖」的議案。
2021年6月3日，聯同「香港美國商會」、「香港英國商會」、「香港歐洲商會」、「香港義大利商會」及「香港瑞典商會」主辦「聯合商會活動 - 互聯合作實現氣候和清潔空氣行動的系統改革」網上討論。
由CAN和石油街航空航天公司于2022年11月和12月共同组织的“空中”项目，由休闲和文化服务部主办。“空中”是一个公共项目，旨在重新激发公众对我们呼吸的空气的意识，也是探索创造力和合作如何为环境、城市和福祉问题带来新视角的持续旅程的一部分。CAN与当地艺术家葉啟俊共同策划空气系列，并邀请奥地利艺术家和建筑师亚当·乌德克带上他的“无尘室”，让游客在无污染环境中体验不同寻常的感官体验。该项目还包括一系列研讨会、小组讨论和筛选，旨在激发进一步的对话和激励行动。
2023年2月4日，聯同關注本港環境議題人士詹姆斯·爱德华·奧根登及市民於油塘一間非法水泥廠外示威，指涉事混凝土廠因為違反《空氣污染管制條例》，前年被環保署拒絕續牌，廠方多番上訴，期間繼續營運。到今年1月，高院拒批廠方的司法覆核許可，廠房理應停工關閉，但事實上仍在運作，因此今日到廠房抗議，要求混凝土廠停工及促請政府部門立即執法。
2023年2月6日，與綠色和平、綠色力量、創建香港、坪洲填海關注組、守護大嶼聯盟、環保觸角、綠惜地球、綠領行動、香港觀鳥會及香港海豚保育學會，拒絕出席政府「明日大嶼」「中部水域人工島」閉門簡介會，並於同日召開記者會批評政府無主動公布、無主動諮詢公眾及無公信力，團體促政府在妥善回應填海工程的必要性及各界疑慮前，撤回明日大嶼填海工程。